# Pablo Soto
Pour les articles homonymes, voir Soto.
Pablo Soto, né en 1979 en Espagne, est un homme politique espagnol. Informaticien et développeur de profession, il est élu au conseil municipal de Madrid, dont il est adjoint à la maire chargé de la Participation citoyenne, de la Transparence et du Gouvernement ouvert entre 2015 et 2019.

## Biographie
Né Pablo Soto Bravo en 1979, il est autodidacte en informatique et a commencé à travailler à l'âge de seize ans.
Pablo Soto développe le protocole MP2P, Manolito, et deux logiciels de partage de fichiers musicaux : Blubster et Piolet. En 2004, il semble avoir quitté la communauté pair-à-pair (P2P) pour raison de santé ; Blubster et Piolet connaissant alors un lent déclin. En 2006, Pablo Soto publie Manolito, un troisième clone et une version améliorée de Blubster et Piolet. En 2008, Pablo Soto travaille sur Omemo,, un logiciel pair-à-pair open source de partage d'espace de stockage.
En juin 2008, Warner Music, Universal Music, Emi, Sony et l'association espagnole PROMUSICAE déposent plainte contre la société de Pablo Soto, MP2P Technologies, exigeant 13 millions d'euros de dommages et intérêts. En 2009, cette « procédure coûteuse [lui] a déjà valu de réduire sévèrement les dépenses de son entreprise, passée de neuf à quatre employés, lui y compris, en un an ». Mi-décembre 2011, Pablo Soto est acquitté par la justice concernant ces accusations de violation de droits d'auteur, le juge estimant que la technologie pair-à-pair est totalement neutre.
Il est atteint d'une dystrophie musculaire, ce qui l'oblige à se déplacer en fauteuil roulant.
En 2015 il se présente aux primaires de Maintenant, Madrid, il fut par la suite élu conseiller municipal lors des élections municipales de 2015 dans cette ville. Nommé par Manuela Carmena, maire de Madrid, au sein de l'exécutif municipal, il est chargé de la participation citoyenne, de la transparence et du gouvernement ouvert. Il promeut notamment le logiciel libre au sein de l'administration et met en place les politiques d'ouverture des données publiques et de budget participatif.
Il est réélu lors des élections suivantes en 2019, mais le bloc de gauche perdant la majorité absolue, il siège dans l'opposition pour ce deuxième mandat.